# Pueblo ladino (Ladinia)

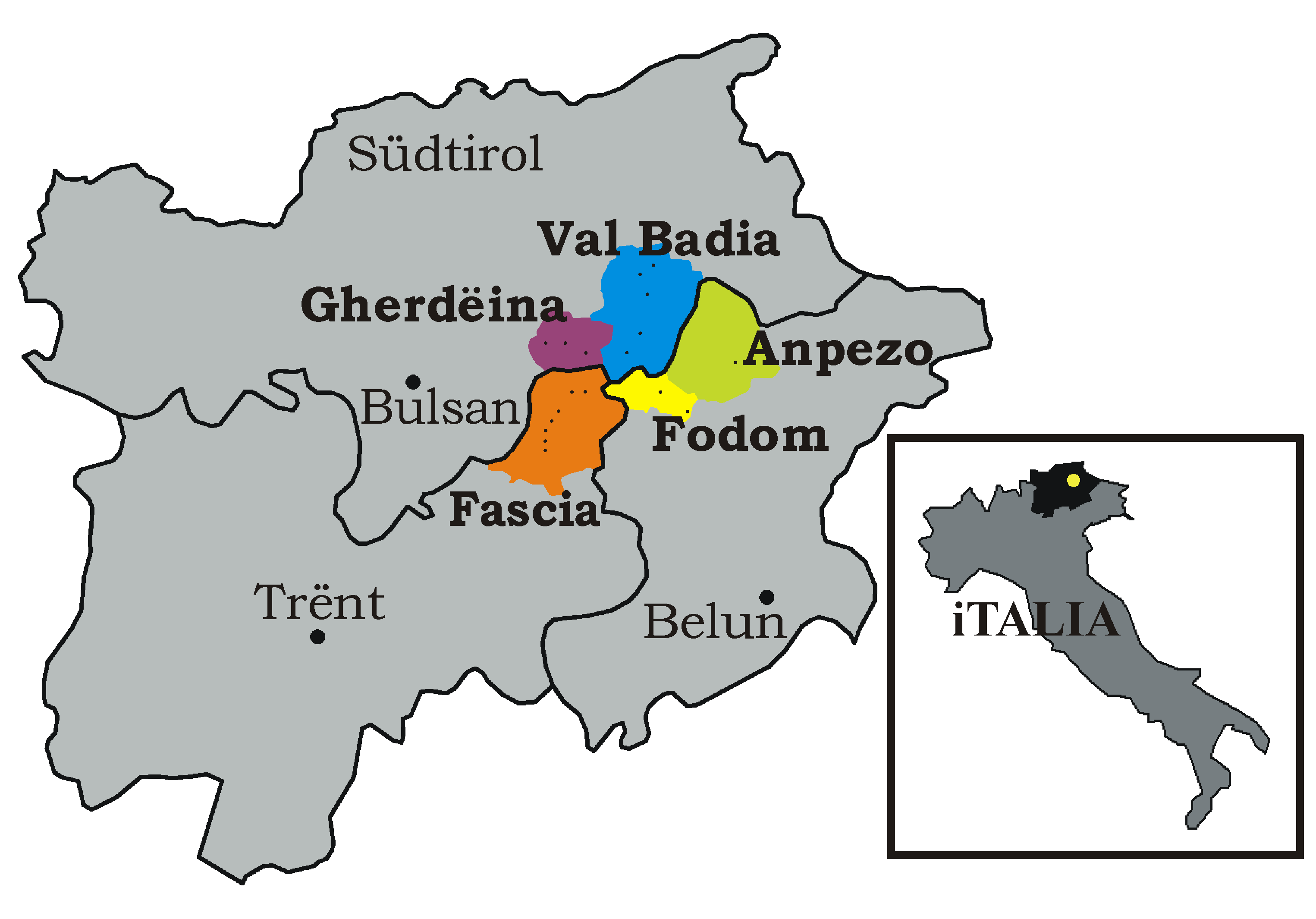
Los valles de habla ladina de Val di Fassa, Val Gardena, Val Badia, Livinallongo y Ampezzo y sus ubicaciones en el norte de Italia.

Bandera de Ladinia

Los ladinos son un grupo étnico del norte de Italia. Se distribuyen en varios valles, conocidos colectivamente como Ladinia. Estos son los valles de Badia y Gardena en Tirol del Sur, de Fassa en el Trentino, y Livinallongo (también conocido como Buchenstein o Fodom) y Ampezzo en la provincia de Belluno. Su lengua materna es el ladino, una lengua retorromance relacionada con las lenguas romanche y friulana. Pertenecen a la región del Tirol, con el que comparten cultura, historia, tradiciones, entorno y arquitectura.
Los ladinos desarrollaron una identidad étnica nacional en el siglo XIX. Micurà de Rü emprendió el primer intento de desarrollar una forma escrita de la lengua ladina. Actualmente, la cultura ladina es promovida por el instituto cultural patrocinado por el gobierno Istitut Ladin Micurà de Rü en el municipio de San Martín de Tor, en Tirol del Sur. También hay un museo ladino en el mismo municipio. Los ladinos de Trentino y Belluno tienen sus propios institutos culturales, Majon de Fascegn en Vigo di Fassa, Cesa de Jan en Colle Santa Lucia e Istituto Ladin de la Dolomites en Borca di Cadore.
El pueblo ladino constituye solo el 4,53 % de la población del Tirol del Sur. Muchas de las Sagas del Tirol del Sur provienen del territorio ladino, incluida la epopeya nacional del pueblo ladino, la saga del Reino de Fanes. Otra figura de la mitología ladina es el demonio Anguana.

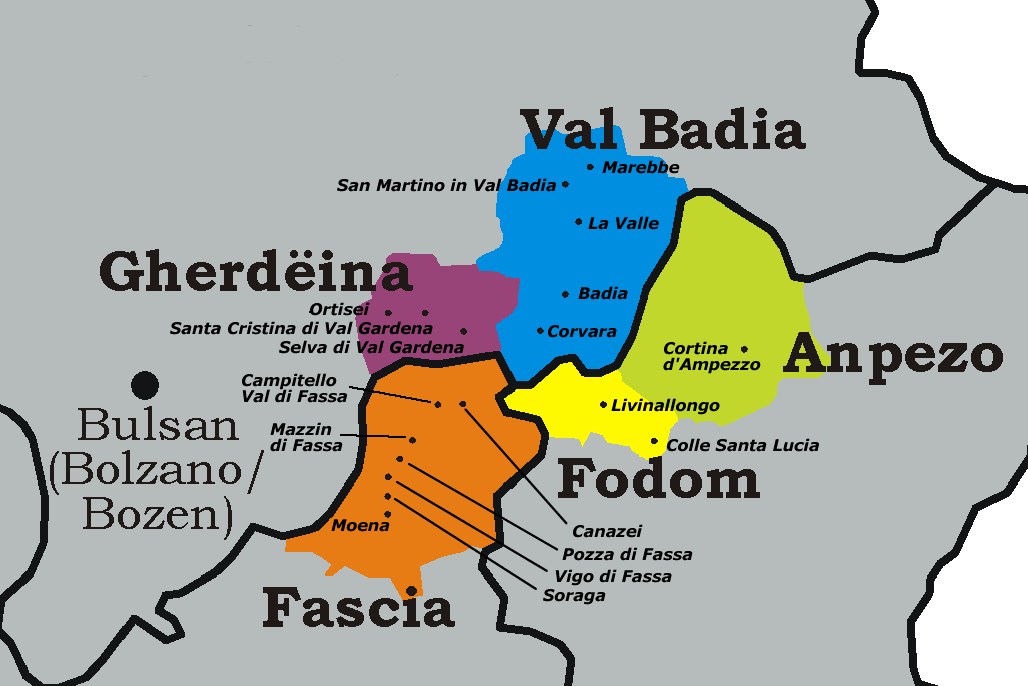
Comunidades ladinas en el norte de Italia

## Gente notable
- Maria Canins, ciclista (dos veces ganadora del Tour de Francia Féminin ), esquiadora de fondo (15 veces campeona nacional) y corredora de montaña.
- Nicol Delago, esquiador alpino profesional
- Giorgio Moroder, cantante, compositor, DJ y productor discográfico
- Ettore Sottsass, fotógrafo, arquitecto y diseñador
- Carolina Kostner, patinadora artística, medallista de bronce olímpica de 2014, campeona mundial de 2012 y cinco veces campeona de Europa.
- Simon Kostner, jugador de hockey sobre hielo, representó a la selección italiana en varios torneos.
- Erwin Kostner, jugador de hockey sobre hielo, compitió en el torneo masculino de los Juegos Olímpicos de Invierno de 1984 .
- Kristian Ghedina, corredor de esquí alpino de la Copa del Mundo cuyas trece victorias son la mayor cantidad de un especialista italiano en descenso en la historia de la Copa del Mundo.
- Simona Senoner, corredora de fondo y saltadora de esquí
- Peter Runggaldier, esquiador alpino profesional